# Ilha de Chipre
Chipre (em grego Κύπρος, em turco Kıbrıs) é uma ilha localizada na Bacia do Levante, que constitui a parte mais oriental do Mar Mediterrâneo, muitas vezes considerada europeia (política e culturalmente), porém se encontra situada ao sul da Anatólia (parte asiática da Turquia moderna) e próxima ao Líbano, embora seja membro da União Europeia de facto por seu lado sul e de jure para toda a ilha. É habitada por cerca de 1,3 milhões de pessoas, em sua maioria cipriotas gregos, com uma grande minoria turca, e alguns soldados britânicos que se estabeleceram em enclaves militares sob a soberania da Coroa britânica. O território insular está atualmente dividido entre três soberanias de facto:
- a República de Chipre, a única reconhecida internacionalmente. Dispõe de um assento junto às Nações Unidas e é membro da União Europeia (UE). Reivindica exercer a sua soberania sobre toda a ilha; no entanto, na prática, controla apenas a parte sul (cerca de 57,3% do território, além de 3,7% do território da Linha Verde controlada pelas forças de paz da ONU).

- a parte norte (36,3% do território ocupado pelo exército turco desde 1974, incluindo parte do capital Nicósia) da autoproclamada República Turca de Chipre do Norte em de novembro de 1983, que é reconhecida apenas pela Turquia.[3] A chamada Linha Verde, dita «Linha Átila», a separa do restante do país. É povoada quase exclusivamente por cipriotas turcos (que constituíam 18% da população antes de 1974[4]) e pelos turcos provenientes da política de assentamentos organizados em 1974. A Organização da Conferência Islâmica concedeu, após 2004, o estatuto de observador a República Turca do Norte de Chipre sob o nome de "Estado Turco de Chipre". Azerbaidjão e Paquistão são os poucos países com vontade de considerar a república autodeclarada como um estado de pleno direito.

- a parte do Reino Unido sob os enclaves britânicos de Acrotíri e Deceleia: ao sul da ilha (2,7% da mesma), duas bases militares britânicas mantidas pelo antiga potência colonial após a independência a ilha.